# Sankt Pers församling, Linköpings stift
Sankt Pers församling var en församling i Linköpings stift inom Svenska kyrkan i Vadstena kommun. Församlingen uppgick 1967  i Vadstena församling.

## Administrativ historik
Församlingen utbröts omkring 1390 ur Vadstena församling och hade under medeltiden namnet Vadstena landsförsamling. 
Församlingen var till omkring 1550 annexförsamling i pastoratet Vadstena stadsförsamling, Vadstena landsförsamling (Sankt Per) och Klåstad. Omkring 1550 införlivades Klåstads församling varefter Sankt Pers församling därefter till omkring 1700 var annexförsamling i pastoratet Vadstena, Sankt Per, Strå och Broby. Från omkring 1700 till 1967 var denna församling annexförsamling i pastoratet Vadstena, Sankt Per och Strå, där Strå församling lämnade 1962. Församlingen uppgick 1967 i Vadstena församling.

## Kyrka
- Vadstena klosterkyrka